# Shivrajpur
Shivrajpur (o Huili ka Nagla) è una suddivisione dell'India, classificata come nagar panchayat, di 10.175 abitanti, situata nel distretto di Kanpur Nagar, nello stato federato dell'Uttar Pradesh. In base al numero di abitanti la città rientra nella classe IV (da 10.000 a 19.999 persone).

## Geografia fisica
La città è situata a 26° 51' 26 N e 79° 6' 54 E e ha un'altitudine di 141 m s.l.m..

## Società

### Evoluzione demografica
Al censimento del 2001 la popolazione di Shivrajpur assommava a 10.175 persone, delle quali 5.452 maschi e 4.723 femmine. I bambini di età inferiore o uguale ai sei anni assommavano a 1.675, dei quali 888 maschi e 787 femmine. Infine, coloro che erano in grado di saper almeno leggere e scrivere erano 6.355, dei quali 3.752 maschi e 2.603 femmine.